# Benedicta M. Fensel
Benedicta M. Fensel OSB; Geburtsname: Regina Fensel (* 20. August 1867 in Schwabach; † 2. August 1948 auf Frauenwörth) war eine deutsche Benediktinerin. Von 1921 bis 1948 war sie die 53. Äbtissin des Klosters Frauenchiemsee, das auch als Frauenwörth bezeichnet wird.

## Leben
Die Profess von Benedicta Fensel war am 28. August 1894. Sie wirkte als Lehrerin an der Inselvolksschule, deren Leitung sie 1921 übernahm. Sie wurde am 12. September 1921 als Nachfolgerin von Placida von Eichendorff zur Äbtissin von Frauenchiemsee gewählt und am 12. Oktober 2021 von Kardinal Michael von Faulhaber geweiht. Bereits Placida von Eichendorff hatte die Vorarbeiten zu einem Seligsprechungsprozess für die Klostergründerin Irmengard von Chiemsee aufgenommen. Fensel erreichte, dass 1922 Kardinal Faulhaber den Seligsprechungsprozess einleitete. Die Irmengard-Verehrung wurde 1928 durch Pius XI. offiziell anerkannt, am 17. Juli 1929 folgte die Seligsprechung. Fensel war bis zu ihrem Tod am 2. August 1948 Äbtissin von Frauenchiemsee.